# La famiglia Stoddard
La famiglia Stoddard (Adam Had Four Sons) è un film del  1941 diretto da Gregory Ratoff e ispirato al romanzo Legacy scritto un anno prima da Charles Bonner.

## Trama
1905. La giovane Emily giunge dalla Francia in qualità di istitutrice presso la facoltosa famiglia Stoddard, composta da Adam, sua moglie Molly e 4 bambini. La vita scorre felice, fino a quando Molly si ammala e muore. Il tempo passa ed Emily continua ad accudire i 4 ragazzi, sviluppando un profondo affetto nei confronti di Adam, che ben presto si trasforma in un amore taciuto con discrezione. Ma la rovina è dietro l'angolo: l'azienda di Adam subisce un tracollo finanziario, che lo riduce sul lastrico. Emily è così costretta a far ritorno in Francia.
Sette anni più tardi, poco prima dell'inizio della grande guerra Adam richiama Emily presso la sua famiglia. Emily viene accolta con grande affetto da tutti, in particolar modo da Adam, che comprende che il suo sentimento è mutato nel tempo, ma egli non riesce ad esprimerlo, travolto dalle novità che si susseguono: Durante una licenza dal fronte, David presenta alla famiglia sua moglie Hester, la quale si dimostra molto affettuosa nei confronti di tutti, almeno all'apparenza. Ben presto Emily, grazie anche al fiuto della cugina Filippa, anziana matriarca della famiglia che muore per un malore subito dopo aver incontrato Hester, comprende che costei non è l'angelo che vuol far credere. Scopre infatti la sua tresca col cognato Jack, che viene da lei sedotto alla prima partenza di David.
Pur sapendo di essere colpevole, Hester ignora i rimproveri di Emily. Le malefatte di Hester si moltiplicano e una sera Adam andando a dormire, si accorge delle ombre di un uomo e di una donna che si baciano dietro una tenda. Incollerito, capisce che si tratta di sua nuora insieme ad uno dei suoi figli e bussa alla porta di Jack per farsi aprire e cogliere i due amanti sul fatto. Emily interviene, sostituendosi ad Hester e mostrandosi al suo posto ad Adam, che non può fare altro che prendere atto che Emily e suo figlio Jack sono innamorati. Pur se a malincuore, Adam accetta la situazione, permettendo che i due si frequentino. Ma Jack, consapevole del fatto che suo padre è innamorato di Emily e sentendosi in colpa nei confronti di David, intende rivelare la realtà dei fatti, ma Emily glielo impedisce per non addolorare ulteriormente Adam. La situazione ben presto però, degenera: una sera in cui David rientra per una breve licenza (complice l'alcol e la sua sbadataggine), in un momento di tenerezza coniugale Hester pronuncia il nome di Jack, suscitando l'ira e la gelosia di David, che fugge sconvolto in auto, avendo compreso ormai il tradimento della sua giovane moglie col fratello.
David subisce un incidente che altro non è che un tentativo di suicidio, dal quale si riprende, ma proprio quando Emily si decide ad allontanare Hester dalla casa dopo lo scandalo avvenuto, Adam si intromette nella lite tra le due donne ed Hester in preda all'isterismo, lascia trapelare di essere un'adultera. Hester viene così scacciata, facendo presagire che la lite tra i fratelli sarà ricomposta e finalmente Adam ed Emily potranno sposarsi.